# Kasabi
Kasabi est un cratère d'impact de 43 km situé sur Mars dans le quadrangle d'Iapygia par 27,8° S et 89,0° E, dans le sud de la région de Tyrrhena Terra en bordure du cratère Isil.